# بوتلشتيت
بوتل اشتت (بالألمانية: Buttelstedt) هي بلدة ألمانية تقع في ألمانيا في تورينغن. يقدر عدد سكانها بـ 1,368 نسمة .

## المدن التوأمة
مدينة فولكمارسن هي مدينة توأمة لـبوتل اشتت.